# Gerardo Bianchi
Gerardo Bianchi o Gerardus Blancus (Gainago, 1220/1225 - Roma, 1 de marzo de 1302) fue un eclesiástico italiano.
Estudiante de derecho canónico y romano en la Universidad de Parma, en la que fue condiscípulo de Simón de Brie, ascendió en el escalafón eclesiástico favorecido por la amistad de su familia con el obispo de Parma Obizzo Fieschi, pariente del papa Inocencio IV; Bianchi fue capellán de éste desde 1245, recibiendo de su mano varias prebendas en Hungría, Francia y Parma. 
Durante los pontificados de los siguientes papas su carrera sufrió un súbito estancamiento, debido probablemente a su amistad con De Brie y a sus afinidades con el partido imperial en el contexto de las disputas entre güelfos y gibelinos. Inocencio V le nombró auditor litterarum contradictarum en 1276 y Nicolás III le creó cardenal presbítero de los Santos XII Apóstoles en el consistorio del 12 de marzo de 1278. En tal condición intermedió para concertar la paz entre Felipe III de Francia y Alfonso X de Castilla, asistió a la coronación de Rodolfo I de Habsburgo y participó en el cónclave de 1280-81 en que fue elegido papa Martín IV. 
Fue legado en Sicilia durante las Vísperas sicilianas y regente del reino junto con Roberto II de Artois desde la muerte de Carlos de Anjou hasta la liberación de su hijo Carlos II. 
Tras optar por el título de cardenal obispo de Sabina, intervino en el cónclave de 1287-88 en que fue elegido Nicolás IV, en el de 1292 en que salió Celestino V y en el de 1294 en que fue coronado Bonifacio VIII. 
Decano del Colegio Cardenalicio desde 1297, entre 1299 y 1301 ofició nuevamente como legado en Sicilia, intentando infructuosamente expulsar de la isla a Federico II.
Fallecido en Roma en 1302, fue sepultado en la Archibasílica de San Juan de Letrán.